# Campos de internamiento de Sinkiang

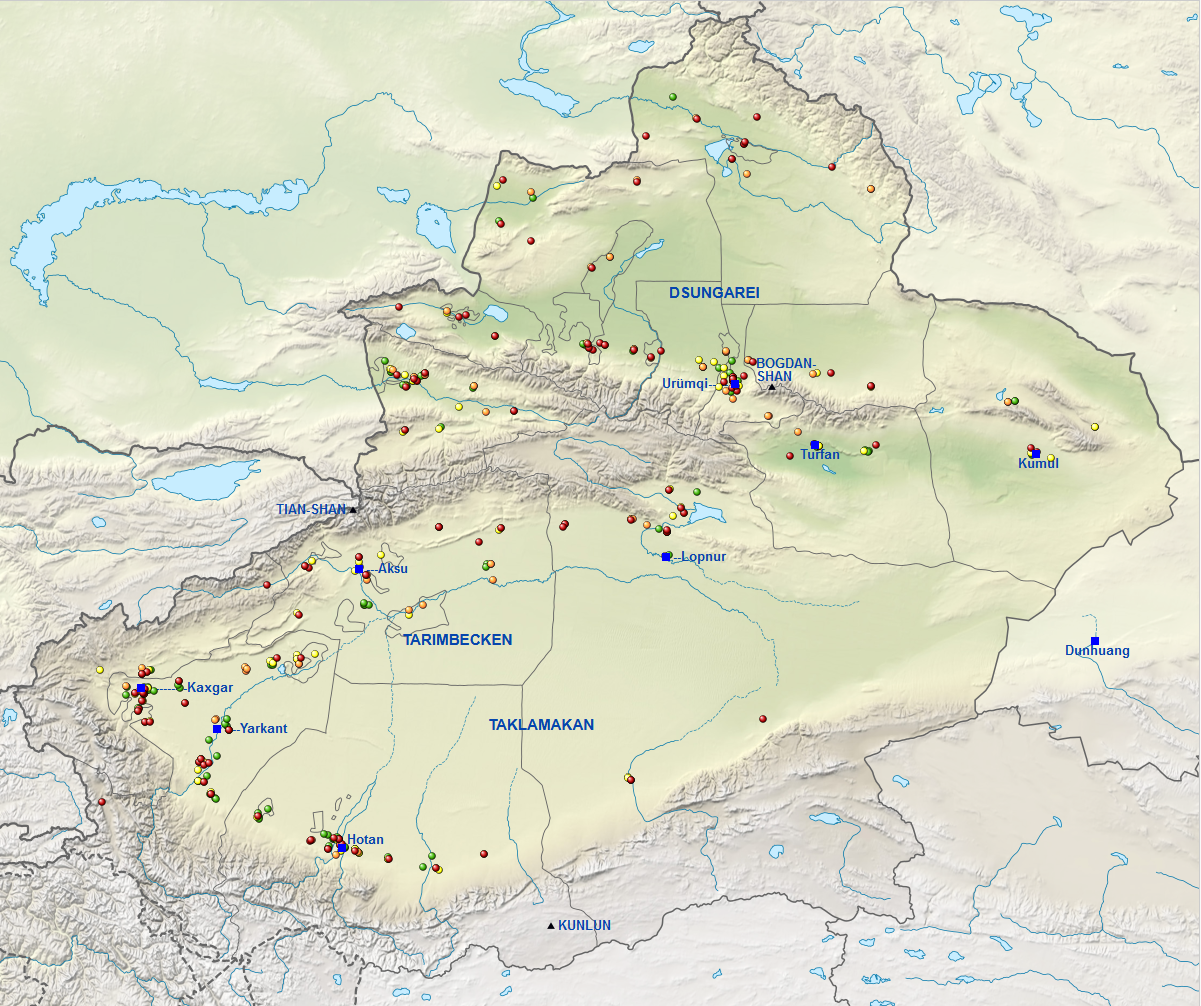
Ubicaciones de los campos de internamiento en Sinkiang y otras regiones en sus alrededores.

Los campos de internamiento de Sinkiang, oficialmente llamados Centros de Educación y Capacitación Vocacionales por el Gobierno de China, son campos de internamiento operados por el gobierno de la Región Autónoma uigur de Sinkiang y su comité provincial del Partido Comunista Chino (PCCh). Organismos internacionales como Human Rights Watch han declarado que los campos se utilizan en el adoctrinamiento de uigures y otros musulmanes desde 2017 como parte de una política de asimilación forzada anunciada en 2014. Los campos han sido criticados por gobiernos, organizaciones de derechos humanos, activistas, académicos y funcionarios gubernamentales por presuntos abusos de derechos humanos, maltrato, violación y tortura, que algunos han calificado de genocidio. Otros países, entre ellos de mayoría musulmana, han expresado su apoyo a los campamentos.
Los campamentos fueron establecidos bajo la administración del secretario general del PCCh, Xi Jinping. Desde 2016, las operaciones están a cargo de Chen Quanguo, miembro del Politburó del PCCh y secretario del comité del PCCh que dirige el comité del Partido y el gobierno en la región. Según informes de Human Rights Watch, los campamentos funcionan fuera del sistema legal; donde muchos uigures han sido internados sin juicio y sin haberse formulado cargos en su contra (mantenidos en detención administrativa). Según los informes del gobierno chino, las autoridades locales retienen a cientos de miles de uigures en estos campamentos, así como a miembros de otros grupos étnicos minoritarios, con el propósito de combatir el extremismo, el terrorismo y promover la integración social.
En marzo de 2019, el antropólogo Adrian Zenz dijo a las Naciones Unidas que 1,5 millones de personas habían sido detenidas en campos de internamiento por las autoridades chinas, en su mayoría uigures, pero también kazajos, kirguís, otros musulmanes de etnia turca, cristianos y algunos ciudadanos extranjeros como inmigrantes de Kazajistán. En mayo de 2018, el subsecretario de Defensa de Estados Unidos para Asuntos de Seguridad del Indo-Pacífico, Randall Schriver, dijo que "al menos un millón, pero probablemente más de tres millones de ciudadanos" han sido encarcelados en centros de detención, que describió como "campos de concentración". En agosto de 2018, Gay McDougall, un representante de Estados Unidos en el Comité de las Naciones Unidas para la Eliminación de la Discriminación Racial, dijo que el comité había recibido muchos informes creíbles de que un millón de personas de etnia uigur en China habían sido recluidas en "campos de reeducación". Ha habido comparaciones entre los campos de internamiento de Sinkiang y la Revolución Cultural China.
En 2019 en las Naciones Unidas, 54 países, incluida la propia China, rechazaron las acusaciones y apoyaron las políticas del gobierno chino en Sinkiang. En otra carta, 23 países compartieron las preocupaciones de los informes del comité y pidieron a China que respetara los derechos humanos. En septiembre de 2020, el Instituto Australiano de Política Estratégica (IAPE) informó en su Proyecto de Datos de Sinkiang que la construcción de los campamentos continuó a pesar de las afirmaciones del gobierno de que su función estaba disminuyendo. En octubre de 2020, se informó que el número total de países que denunciaron a China aumentó a 39, mientras que el número total de países que defendieron a China disminuyó a 45. Dieciséis países que defendieron a China en 2019 no lo hicieron en 2020.
A marzo de 2021, China ha bloqueado la visita de diplomáticos de la Unión Europea a la zona del genocidio uigur en Sinkiang debido a sus "solicitudes inaceptables".

## Antecedentes

### Conflicto en Sinkiang
Varias dinastías chinas han ejercido históricamente varios grados de control e influencia sobre partes de lo que hoy es Sinkiang. La región quedó bajo el dominio chino como resultado de la expansión hacia el oeste de la dinastía Qing dirigida por los manchúes, que también conquistó el Tíbet y Mongolia. Esta conquista, que marcó el comienzo de Sinkiang bajo el dominio Qing, terminó alrededor de 1758. Aunque nominalmente se declaró parte del territorio central de China, la corte imperial la consideró en general como una tierra lejana; en 1758 fue designada colonia penal y lugar de exilio, y fue gobernada como un protectorado militar, no integrada como provincia.
Después del asesinato de Yang Zengxin en 1928 , el gobernador del kanato semiautónomo de Kumul en el este de Sinkiang bajo la República de China, Jin Shuren sucedió a Yang como gobernador del kanato. A la muerte de Kamul Khan Maqsud Shah en 1930, Jin abolió el kanato por completo y tomó el control de la región como señor de la guerra. En 1933, la Primera República del Turquestán Oriental se estableció en la Rebelión Kumul. En 1934, la Primera República de Turquestán fue conquistada por el señor de la guerra Sheng Shicai con la ayuda de la Unión Soviética antes de que Sheng se reconciliara con la República de China en 1942. En 1944, la rebelión de Ili condujo a la Segunda República del Turquestán Oriental con dependencia de la Unión Soviética para el comercio, las armas y el "consentimiento tácito" para su existencia continua antes de ser absorbida por la República Popular China en 1949.
Desde la década de 1950 hasta la de 1970, el gobierno patrocinó una migración masiva de chinos han a la región, políticas que promovían la unidad cultural china y políticas que castigaban ciertas expresiones de la identidad y cultura uigur. Durante este tiempo, surgieron organizaciones militantes separatistas uigures con apoyo potencial de la Unión Soviética, siendo el Partido Popular de Turquestán Oriental la más grande de ellas en 1968. Durante la década de 1970, los soviéticos apoyaron al Frente Revolucionario Unido del Turquestán Oriental (FRUT) para luchar contra los chinos.
En 1997, una redada policial y la ejecución de 30 presuntos separatistas durante el Ramadán dieron lugar a grandes manifestaciones en febrero de 1997 que dieron lugar al incidente de Ghulja, donde la represión del Ejército Popular de Liberación (EPL) provocó al menos nueve muertes. Un atentado en un autobús de Ürümqi, cuya responsabilidad fue reconocida por grupos de exiliados uigures, tuvo lugar a finales de ese mes donde murieron nueve personas y 68 resultaron heridas. En marzo de 1997, una bomba de autobús mató a dos personas cuya responsabilidad reivindicaron radicales uigures y la Organización para la Libertad del Turquestán Oriental con sede en Turquía.
En julio de 2009, estallaron disturbios en Sinkiang en respuesta a una violenta disputa entre trabajadores chinos uigures y han en una fábrica que resultaron en más de cien muertes. Tras los disturbios, grupos terroristas uigures asesinaron a decenas de chinos han en ataques coordinados de 2009 a 2016. Estos incluyeron los ataques en agosto de 2009, el ataque con bomba y cuchillo en 2011 en Hotan, el ataque con cuchillo en marzo de 2014 en la estación de tren de Kunming, el ataque con bomba y cuchillo en abril de 2014 en la estación de tren de Ürümqi, y el atentado con coche bomba de mayo de 2014 en un mercado callejero de Ürümqi. Los ataques fueron realizados por separatistas uigures, algunos de ellos orquestados por la organización (designada como terrorista por la ONU) Partido Islámico de Turquestán (anteriormente Movimiento Islámico de Turquestán Oriental). que ha sido designado como organización terrorista por varios países, entre ellos Rusia, Turquía, el Reino Unido, y Estados Unidos (hasta 2020), además de Naciones Unidas.

### Motivaciones estratégicas
El gobierno chino sostiene que sus acciones en Sinkiang son respuestas justificables a una amenaza de extremismo y terrorismo.
Escribiendo para The New Yorker, Raffi Khatchadourian afirmó que Sinkiang, una región de minorías étnicas, lingüísticas y religiosas en la periferia noroeste de China, "nunca pareció estar completamente al alcance del Partido [Comunista]". Parte de Sinkiang fue una vez tomada por la Rusia zarista y también tuvo un breve período de independencia. Tradicionalmente, la República Popular China ha favorecido una política asimilacionista hacia las minorías con ayuda de la inmigración masiva de chinos Han a tierras minoritarias. Después del colapso de su rival y vecino, la Unión Soviética, también un enorme estado socialista multinacional con una etnia dominante, el Partido Comunista de China estaba "convencido de que el nacionalismo étnico había ayudado a hacer pedazos a la antigua superpotencia". Además, ha habido ataques terroristas en Sinkiang o por uigures en 2009, 2013 y 2014.
Varios posibles motivos adicionales para una mayor represión en Sinkiang se han presentado en investigaciones académicas fuera de China. Primero, la represión puede ser simplemente el resultado de un aumento de la disidencia dentro de la región a partir de alrededor de 2009; en segundo lugar, puede deberse a cambios en la política de las minorías que promovieron la asimilación a la cultura Han; y tercero, la represión puede estar encabezada principalmente por el propio Chen Quanguo, resultado de sus actitudes personales de línea dura hacia la sedición percibida.[cita requerida]
Además, algunos analistas han sugerido que Sinkiang se considera una ruta clave para la Iniciativa de la Nueva ruta de la Seda de China (IRS) y que el gobernante Partido Comunista percibe a su población local como una amenaza potencial para su éxito, o está ansioso de que su apertura pueda conducir a influencias radicalizadoras de otros estados participantes de la IRS. Sean Roberts, de la Universidad George Washington, dijo que el PCCh ve el apego de los uigures a sus tierras tradicionales como un riesgo para la IRS. El investigador Adrian Zenz ha sugerido la iniciativa como un factor importante detrás del control del gobierno chino sobre Sinkiang.
En noviembre de 2020, EE. UU. eliminó al Partido Islámico del Turquestán de su lista de grupos terroristas declarando que "ya no existía". La decisión fue aplaudida por algunos funcionarios de inteligencia estadounidense como estrategia para mitigar esfuerzos del gobierno chino por acreditar los campos de internamiento como instrumento contra el terrorismo. Sin embargo, Yue Gang, comentarista militar de Pekín, declaró que "a raíz de la decisión de Estados Unidos sobre el PIT, China podría buscar aumentar sus actividades antiterroristas". El partido continúa siendo designado como un grupo terrorista por el Consejo de Seguridad de las Naciones Unidas y otros países.

### Políticas de 2009 a 2016

Número de licitaciones de contratación pública relacionadas con la reeducación en Sinkiang según la Fundación Jamestown.

Tanto antes como poco después de los disturbios en Ürümqi en julio de 2009, Wang Lequan ejercía como secretario del Partido para la región de Sinkiang, el rol subnacional más alto del gobierno chino; aproximadamente equivalente al gobernador de una provincia o estado occidental. Wang trabajó en programas de modernización en Sinkiang, incluida la industrialización, el desarrollo del comercio, carreteras, ferrocarriles, desarrollo de hidrocarburos y oleoductos con la vecina Kazajistán hasta el este de China. Wang también restringió la cultura y la religión locales, reemplazó el idioma uigur por el mandarín estándar como medio de educación en las escuelas primarias y sancionó o prohibió entre los trabajadores del gobierno (en una región en la que el gobierno era un empleador muy importante), el uso de barbas y velo, ayuno religioso y oración en el trabajo. En la década de 1990, muchos uigures en Sinkiang no hablaban chino mandarín.
En abril de 2010, después de los disturbios en Ürümqi, Zhang Chunxian reemplazó a Wang Lequan como secretario del Partido Comunista de la región. Zhang Chunxian continuó y fortaleció las políticas represivas de Wang. En 2011, Zhang propuso que "la cultura moderna lidera el desarrollo en Sinkiang" como su declaración de política y comenzó a implementar su propaganda de la cultura moderna. En 2012, mencionó por primera vez las campañas de "des-extremificación" (chino: 去极端化) y comenzó a educar a los "imanes salvajes" (野 阿訇) y extremistas (极端主义者).
En 2013, se anunció la iniciativa de la Nueva ruta de la Seda, un proyecto comercial masivo en el corazón de Sinkiang. En 2014, las autoridades chinas anunciaron una "guerra popular contra el terrorismo" y el gobierno local introdujo nuevas restricciones y prohibió las barbas largas "anormales"; al igual que en algunos países europeos, el uso del burka en lugares públicos también estaba prohibido. En 2014, el concepto de "transformación a través de la educación" comenzó a utilizarse en contextos fuera de lo referente al Falun Gong a través de campañas sistemáticas de "des-extremización". Bajo Zhang, el Partido Comunista lanzó su "campaña de huelga dura contra el terrorismo violento" en Sinkiang.
En agosto de 2016, Chen Quanguo, un conocido secretario del Partido Comunista de línea dura en el Tíbet, se hizo cargo de la región autónoma de Sinkiang. Chen fue calificado por sus críticos como un importante responsable del dominio del Tíbet. Tras la llegada de Chen, las autoridades locales reclutaron a más de 90 000 agentes de policía entre 2016 y 2017, el doble de lo que habían reclutado en los últimos siete años, y establecieron hasta 7 300 puestos de control fuertemente vigilados en la región. La provincia ha llegado a ser conocida como una de las regiones más vigiladas del mundo. Los informes de noticias en inglés han calificado al actual régimen en Sinkiang como el estado policial más extenso del mundo.

### Campañas antirreligiosas en China
Como país comunista, China no tiene una religión estatal oficial, sin embargo, reconoce cinco denominaciones diferentes, a saber, budismo, taoísmo, islam, catolicismo y protestantismo. En 2014, medios occidentales informaron que se habían realizado campañas antirreligiosas para promover el ateísmo. Según The Washington Post, el Partido Comunista de China ha cambiado sus políticas a favor de la total sinización de las minorías étnicas y religiosas. La tendencia se aceleró en 2018 cuando la Comisión Estatal de Asuntos Étnicos y la Administración Estatal de Asuntos Religiosos quedaron bajo el control del Departamento de Trabajo del Frente Unido.

### Grupos objetivos de vigilancia
Alrededor de 2015, un alto funcionario del partido chino argumentó que "un tercio" de los uigures de Sinkiang estaban "contaminados por fuerzas extremistas religiosas" y debían ser "educados y reformados mediante la fuerza". Casi al mismo tiempo, organismos de seguridad estatal chinos estaban desarrollando una "Plataforma Integrada de Operaciones Conjuntas" (PIOC) para analizar la información de sus datos de vigilancia. Según un análisis realizado por Human Rights Watch, el PIOC podría evaluar a un miembro de una minoría como perteneciente a uno de los 36 "tipos de personas" que podrían llevar a arresto e internación en un campo de reeducación. Algunos de estos incluyen:
- personas que no utilizan un teléfono móvil,
- usar la puerta trasera en lugar de la delantera,
- consumir una cantidad "inusual" de electricidad,
- tener una barba "anormal",
- socializar muy poco,
- mantener relaciones "complejas",
- tener un miembro de familia que exhibe algunos de estos rasgos y, por lo tanto, es "insuficientemente leal".[75]

## Creación de los campos
A partir de 2017, los medios de comunicación locales generalmente se referían a las instalaciones como "centros de formación contra el extremismo" (去 极端 化 培训班) y "centros de formación en educación y transformación" (教育 转化 培训 中心). La mayoría de esas instalaciones se convirtieron a partir de escuelas u otros edificios oficiales existentes, aunque algunos fueron construidos expresamente. La región ha sido fuertemente vigilada y la existencia de miles de puntos de control contribuyeron y aceleraron la detención de los lugareños en los campos. En 2017, la región representó el 21% de todos los arrestos en China a pesar de comprender menos del 2% de la población nacional, ocho veces más que el año anterior. Las oficinas judiciales y gubernamentales de muchas ciudades y condados comenzaron a publicar una serie de licitaciones de adquisición y construcción para esos campos e instalaciones planificadas. Cada vez más, se construyeron centros de detención masivos en toda la región y se han utilizado para albergar a cientos de miles de personas seleccionadas por sus prácticas religiosas y etnia.
Victor Shih, economista político de la Universidad de California en San Diego, afirmó en julio de 2019 que los internamientos masivos eran innecesarios porque "no existían insurgencias activas", solo "incidentes terroristas aislados". Sugirió que debido a que se gastó una gran cantidad de dinero en la instalación de los campos, el dinero probablemente se destinó a los asociados de los políticos que los crearon.
Según el embajador chino en Australia, Cheng Jingye, en diciembre de 2019, todos los "aprendices" de los centros se han graduado y han regresado gradualmente a sus puestos de trabajo o han encontrado nuevos puestos de trabajo con ayuda del gobierno. Cheng también calificó los informes de que un millón de uigures habían sido detenidos en Sinkiang como "noticias falsas" y que "lo que se ha hecho en Sinkiang no tiene ... diferencia con lo que otros países, incluidos los occidentales, [hacen] para luchar contra los terroristas".
Durante la pandemia de COVID-19 en China continental, no hubo informes de casos de coronavirus en las campos de Sinkiang o de las condiciones en las instalaciones de reeducación. Después de suspensiones del programa debido a la pandemia de coronavirus 2019-20, se informó que los trabajadores uigures fueron devueltos a otras partes de Sinkiang y el resto de China para reanudar el internamiento a partir de marzo de 2020. En septiembre de 2020, el Instituto Australiano de Política Estratégica (IAPE) lanzó su Proyecto de Datos de Sinkiang, que informó que la construcción de los campos continuó a pesar de las afirmaciones de que su función estaba disminuyendo, con 380 campamentos y centros de detención identificados.

### Filtraciones del New York Times y CIPI

Páginas de los Cables de China.

El 16 de noviembre de 2019, The New York Times publicó una extensa filtración de 400 páginas de documentos, provenientes de un miembro del gobierno chino, con la intención de que el secretario general del PCCh, Xi Jinping, fuera responsabilizado por sus acciones. El periódico declaró que la filtración sugiere descontento dentro del Partido Comunista en relación con la represión en Sinkiang. El funcionario gubernamental anónimo que filtró los documentos lo hizo con la intención de que la divulgación "evitaría que los líderes del partido, incluido el Sr. Xi, escapen a la culpabilidad de las detenciones masivas".

Debemos ser tan duros como ellos y no mostrar absolutamente ninguna misericordia.
Xi Jinping sobre los ataques terroristas de 2014 (traducido del chino mandarín).

Uno de los documentos era un manual destinado a comunicar mensajes a los estudiantes uigures que regresaban a sus hogares y les preguntaban acerca de sus amigos o familiares desaparecidos que habían sido internados en los campos. El documento afirma que el personal del gobierno debe reconocer que los internos no han cometido un delito y que "es solo que su pensamiento ha sido infectado por pensamientos malsanos". Se ordenó a los funcionarios que dijeran que incluso los abuelos y familiares que parecían demasiado mayores para cometer actos de violencia no podían salvarse.
The New York Times declaró que los discursos obtenidos muestran cómo Xi concibe riesgos para el partido similares al colapso de la Unión Soviética. El periódico dijo que Xi "culpó a la laxitud ideológica y al liderazgo sin coraje". La región de Sinkiang podría dañar la estabilidad social en el resto de China, dijo Xi, "la estabilidad social sufrirá conmociones, la unidad general de las personas de todas las etnias se verá afectada y las perspectivas generales de reforma, desarrollo y estabilidad se verán afectadas". Xi alentó a los funcionarios a estudiar cómo respondió Estados Unidos después de los ataques del 11 de septiembre. Xi comparó el extremismo islámico alternativamente con un contagio similar a un virus y una droga peligrosamente adictiva, y declaró que abordarlo requeriría "un período de tratamiento intervencionista doloroso".
El China Daily informó en 2018 que el funcionario del PCCh Wang Yongzhi fue destituido por "violaciones disciplinarias graves". El New York Times obtuvo una copia de la confesión de Wang (que según el informe probablemente fue firmada bajo coacción) y declaró que El New York Times sostiene que fue despedido por ser demasiado indulgente con los uigures ante, por ejemplo, la liberación de 7 000 detenidos. Wang había dicho a sus superiores que le preocupaba que las acciones contra los uigures generaran descontento y, por lo tanto, resultaran en una mayor violencia en el futuro. Los documentos filtrados decían que "ignoró la estrategia del liderazgo central del partido para Sinkiang y fue tan lejos como un desafío descarado ... Se negó, a reunir a todos los que deberían ser detenidos". El artículo fue compartido discretamente en la plataforma china Sina Weibo, donde algunos cibernautas expresaron su simpatía por él. En 2017, hubo más de 12 000 investigaciones sobre miembros del partido en Sinkiang por infracciones o resistencia en la "lucha contra el separatismo", que fue más de veinte veces la cifra del año anterior.
El 24 de noviembre de 2019, el Consorcio Internacional de Periodistas de Investigación (CIPI) publicó los Cables de China, que constan de seis documentos, un manual de operaciones para administrar los campamentos y el uso detallado de vigilancia policial predictiva e inteligencia artificial para identificar a las personas y regular la vida dentro del campamentos.
Poco después de la publicación de los Cables de China, el filtrador Asiye Abdulaheb pasó a proporcionar a Adrian Zenz la "lista Karakax", una presunta hoja de cálculo del gobierno chino que rastrea la razón de ser de 311 internaciones en un "campo de internamiento de formación profesional" en el condado de Karakax en Sinkiang. El propósito de la lista puede haber sido coordinar juicios sobre si una persona debería permanecer internada; en algunas entradas, la palabra "de acuerdo" se escribió junto a una sentencia. Los registros detallan cómo se visten y rezan los sujetos, y cómo se comportan sus familiares y conocidos. Una sujeto fue internada porque llevaba velo hace años; otro fue internado por hacer clic en un enlace a un sitio web extranjero; un tercero fue internado por solicitar un pasaporte, a pesar de que "no representa ningún riesgo práctico" según la hoja de cálculo. En general, todos los sujetos de la lista Karakax tienen familiares que viven en el extranjero, una categoría que, según se informa, conduce a "un internamiento casi seguro". 149 sujetos están documentados por violar las políticas de control de la natalidad. 116 de los sujetos se enumeran sin explicación como "no confiables"; para 88 de ellos, esta etiqueta de "no digno de confianza" es la única razón indicada para el internamiento. Los hombres más jóvenes, en particular, a menudo se enumeran como "personas indignas de confianza nacidas en una determinada década". 24 sujetos están acusados de delitos formales, incluidas seis denuncias relacionadas con el terrorismo. La mayoría de los sujetos han sido puestos en libertad, o están programados para su puesta en libertad, tras el final de su período de internación de un año; sin embargo, algunos de estos se recomienda su liberación como "empleo en parques industriales", lo que suscita preocupaciones sobre el posible trabajo forzoso.

## Instalaciones de los campos
En las zonas urbanas, la mayoría de los campos se han convertido a partir de escuelas vocacionales existentes, escuelas del PCCh, escuelas ordinarias u otros edificios oficiales, mientras que en las áreas suburbanas o rurales la mayoría de los campos se construyeron especialmente con fines de reeducación. Estos campos están custodiados por fuerzas armadas o policías especiales y equipados con puertas tipo prisión, muros circundantes, vallas de seguridad, sistemas de vigilancia, torres de vigilancia, salas de vigilancia e instalaciones para policías armados.
Si bien no hay datos públicos verificables sobre el número de campos, ha habido varios intentos de documentar los campos sospechosos basándose en imágenes de satélite y documentos gubernamentales. El 15 de mayo de 2017, Jamestown Foundation, un grupo de expertos con sede en Washington D. C., publicó una lista de 73 propuestas gubernamentales relacionadas con instalaciones de reeducación. El 1 de noviembre de 2018, el Instituto Australiano de Política Estratégica (IAPE) informó sobre campamentos sospechosos en 28 lugares. El 29 de noviembre de 2018, Reuters y Earthrise Media informaron de 39 campamentos sospechosos. El Movimiento de Despertar Nacional de Turquestán Oriental informó un número aún mayor de campos.
En un informe de 2018 de Radio Free Asia, un organismo financiado por el gobierno de EE. UU., afirmaba que el condado de Awat (Awati) tenía tres campos de reeducación. Un oyente de la RFA proporcionó una copia de un "acuerdo de confidencialidad" donde se requería que los detenidos en el campo de reeducación no discutieran su funcionamiento, y dijo que los residentes locales recibieron instrucciones de informar a los miembros de los equipos de inspección del campo de reeducación que visitaban el Campo No. 2 que solo había un campo en el condado. El oyente de RFA también dijo que el Campo de Reeducación No. 2 había transferido a miles de detenidos y removido alambre de púas del perímetro de las paredes del campo.

### Internados para hijos de detenidos
La detención de uigures y otras minorías étnicas ha dejado a muchos niños sin sus padres. El gobierno chino presuntamente ha retenido a estos niños en una variedad de instituciones y escuelas conocidas coloquialmente como "internados", aunque no todas son instituciones residenciales, que sirven como orfanatos de facto. En septiembre de 2018, Associated Press informó que se estaban construyendo miles de internados. Según el Departamento de Educación de China, en estas escuelas se matriculan niños de hasta ocho años.
Según Adrian Zenz y BBC en 2019, los hijos de padres detenidos en internados se vieron obligados a aprender chino mandarín y se les impidió ejercer su religión. En un artículo publicado en el Journal of Political Risk, Zenz llama al esfuerzo una "campaña sistemática de reingeniería social y genocidio cultural". Human Rights Watch afirmó que los niños detenidos en instalaciones de bienestar infantil y en internados fueron retenidos sin el consentimiento o acceso de los padres. En diciembre de 2019, The New York Times informó que aproximadamente 497 000 estudiantes de escuelas primarias y secundarias estaban inscritos en estos internados. También informaron que a los estudiantes solo se les permite ver a sus familiares una vez cada dos semanas y que se les prohibió hablar el idioma uigur.

### Ubicaciones
Se han identificado numerosos lugares como campos de reeducación. El Instituto Australiano de Política Estratégica, cuya financiación extranjera mayoritaria procede del Departamento de Estado de los Estados Unidos, el Departamento de Defensa de los Estados Unidos y la Embajada de los Estados Unidos en Canberra[cita requerida], había identificado más de 380 presuntos centros de detención.
- Campamentos en el condado de Akto (Aktu, Aketao), prefectura autónoma kirguís de Kizilsu.[152]
- Cuatro centros de detención en la ciudad de Aksu, prefectura de Aksu.[153]
- Centro de servicios de formación para la educación en aptitudes profesionales de la ciudad de Artux, prefectura de Kizilsu.[154]
- Escuela vocacional secundaria del condado de Jiashi (伽师 县 中等 职业 学校) en el condado de Payzawat (Jiashi), prefectura de Kasgar.[155]
- Tres centros de detención en el condado de Kalpin (Kelpin, Keping), prefectura de Aksu.[153]
- Ocho centros de formación profesional en el condado de Lop, prefectura de Jotán.[156]
  - Centro de Educación y Capacitación en Habilidades Vocacionales No. 4 del Condado de Lop.

La información indica razonablemente que este campo de internamiento de "reeducación", que a menudo se denomina Centro de Educación y Capacitación en Habilidades Profesionales, está proporcionando mano de obra en prisión a las entidades manufactureras cercanas en Sinkiang. CBP identificó indicadores de trabajo forzoso que incluyen el reclutamiento altamente coercitivo/no libre, el trabajo y la vida bajo coacción y la restricción de movimiento.
- Campo de reeducación del condado de Maralbexi en la prefectura de Kasgar.[159][160]
- Ocho campos en la prefectura de Turfan.[161]
- Centro de formación N.º 4 (en la carretera entre Turpan y el condado de Toksun).[161]
- Tres campos de reeducación en el condado de Uqturpan (Uchturpan, Wushi), prefectura de Aksu.[162]

El centro de formación profesional del condado de Yutian, prefectura de Jotán, es uno de los campos más grandes.

## Detenidos en los campos
Muchos medios de comunicación han informado de que cientos de miles de uigures, así como kazajos, kirguís y otras minorías étnicas se encuentran recluidos en los campos. Radio Free Asia, un sitio financiado por el gobierno de EE. UU., estimó en enero de 2018 que 120 000 miembros de los uigures estaban recluidos en campos de reeducación política solo en la prefectura de Kasgar en ese momento. En 2018, las autoridades del gobierno local en el condado de Qira esperaban tener casi 12 000 detenidos en campos vocacionales y centros de detención y algunos proyectos relacionados con los centros superaron los límites presupuestarios. Existen informes de que los uigures que viven o estudian en el extranjero son detenidos al regresar a Sinkiang, lo que se cree que está relacionado con los campos de reeducación. Muchos que viven en el extranjero se han ido durante años sin poder ponerse en contacto con sus familiares que aún se encuentran en Sinkiang, que pueden ser detenidos.
La figura política uigur Rebiya Kadeer, exiliada desde 2005, ha tenido hasta 30 familiares detenidos o desaparecidos, incluidos sus hermanas, hermanos, hijos, nietos y hermanos, según Amnistía Internacional. No está claro cuándo se los llevaron.
El 13 de julio de 2018, Sayragul Sauytbay, ciudadana china de etnia kazaja y ex empleada del estado chino, compareció en un tribunal de la ciudad de Zharkent, Kazajistán, por ser acusada de cruzar ilegalmente la frontera entre los dos países. Durante el juicio, habló sobre su trabajo forzoso en un campo de reeducación para 2 500 kazajos étnicos. Su abogado argumentó que si la extraditaban a China, se enfrentaría a la pena de muerte por exponer los campos de reeducación en un tribunal de Kazajistán. Su testimonio para los campos de reeducación se ha convertido en el centro de un caso judicial en Kazajistán, que también está poniendo a prueba los vínculos del país con Beijing. El 1 de agosto de 2018, Sauytbay fue puesta en libertad con una sentencia condicional de seis meses y se le ordenó que se registrara periódicamente con la policía. Solicitó asilo en Kazajistán para evitar la deportación a China. Kazajistán rechazó su solicitud. El 2 de junio de 2019 voló a Suecia, donde posteriormente se le concedió asilo político.
Según una entrevista de Radio Free Asia con un oficial de la comisaría de policía del condado de Onsu, en agosto de 2018, 30 000 personas, o aproximadamente uno de cada seis uigures en el condado (aproximadamente el 16% de la población total del condado), fueron detenidos y llevados a campos de reeducación.
Gene Bunin creó la base de datos de víctimas de Sinkiang para recopilar testimonios públicos sobre las personas detenidas en los campos. Cada página enumera información demográfica básica, incluidas las fechas y la causa sospechada de la detención, la ubicación, además de videos, fotos y documentos complementarios.
En un artículo del Journal of Political Risk en julio de 2019, el investigador independiente Adrian Zenz estimó un límite especulativo superior para el número de personas detenidas en los campos de reeducación de Sinkiang en 1,5 millones. En noviembre de 2019, Adrian Zenz estimó que el número de campos de internamiento en Sinkiang había superado los 1 000. En noviembre de 2019, George Friedman calculó que 1 de cada 10 uigures está detenido en campos de reeducación.
Cuando la BBC fue invitada a los campos en junio de 2019, los funcionarios les dijeron que los detenidos eran "casi criminales" que podían elegir "entre una audiencia judicial o educación en las instalaciones de reeducación". The Globe and Mail informó en septiembre de 2019 que algunos chinos han y uigures cristianos en Sinkiang que tenían disputas con las autoridades locales o expresaron pensamientos políticamente desagradables también habían sido enviados a los campos.
Imágenes anónimas de drones publicadas en YouTube en septiembre de 2019 mostraban a presos arrodillados y con los ojos vendados que, según un analista del Instituto Australiano de Política Estratégica, podrían haber sido trasladados a una estación de tren cerca de Korla y que podrían haber sido de un campo de reeducación.
Anar Sabit, una kazaja étnica de Kuytun que vive en Canadá y que fue encarcelada en 2017 después de regresar a casa tras la muerte de su padre, fue detenida por haberse ido al extranjero. Encontró que otras minorías fueron internadas por delitos como usar tecnología prohibida (WhatsApp, una VPN), viajar al extranjero, pero que incluso un uigur que trabaja para el Partido Comunista como propagandista podría ser internado por el delito de haber sido reservado en un hotel por una aerolínea con otros que estaban bajo sospecha.
Según un empleado anónimo del gobierno local uigur citado en un artículo de Radio Free Asia, durante el Ramadán 2020 (23 de abril al 23 de mayo), a los residentes del condado de Makit (Maigaiti), prefectura de Kasgar, se les dijo que podían enfrentar un castigo por ayunar, incluido el envío a un campo de reeducación.
Según un informe de Human Rights Watch publicado en enero de 2021, la cifra oficial de personas sometidas a este sistema es de 1,3 millones.
Se informa que el submarino, la violación masiva y el abuso sexual se encuentran entre las formas de tortura utilizadas como parte del proceso de adoctrinamiento en los campos.

### Testimonios de trato
Oficialmente, los campos se conocen como centros de educación y formación profesional, informalmente como "escuelas", y algunos funcionarios los describen como "hospitales" donde se trata a los reclusos por la "enfermedad" de la "ideología extremista". Según los funcionarios citados en Xinjiang Daily, (un periódico dirigido por el Partido Comunista), aunque los "requisitos para nuestros estudiantes" son "estrictos ... tenemos una actitud amable y ponemos nuestro corazón en tratarlos". Estar en uno "es en realidad como quedarse en un internado". El periódico citó a un ex recluso que afirmó que durante su internamiento se había dado cuenta de que se había estado "alejando cada vez más del «hogar», bajo la influencia del extremismo". "Con la ayuda y la educación del gobierno, he regresado ... nuestras vidas mejoran cada día. No importa quién sea usted, ante todo, es un ciudadano chino".
Testimonios en la literatura que no pertenecen al Partido Comunista de los presos liberados difieren considerablemente. Kayrat Samarkand, una ciudadana kazaja que emigró de Sinkiang, fue detenida en uno de los campos de reeducación de la región durante tres meses por visitar la vecina Kazajistán. El 15 de febrero de 2018, el ministro de Relaciones Exteriores de Kazajistán, Kairat Abdrakhmanov, envió una nota diplomática al Ministerio de Relaciones Exteriores de China, el mismo día en que Kayrat Samarkand fue liberada de la custodia. Después de su liberación, Samarcanda dijo que se enfrentó a un interminable lavado de cerebro y humillaciones, y que se vio obligada a estudiar propaganda del partido durante horas todos los días y corear consignas dando gracias y deseando una larga vida a Xi Jinping.
Mihrigul Tursun, una mujer uigur detenida en China, después de escapar de uno de estos campos, habló de palizas y torturas. Después de mudarse a Egipto, viajó a China en 2015 para pasar tiempo con su familia y fue inmediatamente detenida y separada de sus hijos pequeños. Cuando Tursun fue liberada tres meses después, uno de los trillizos había muerto y los otros dos habían desarrollado problemas de salud. Tursun dijo que los niños habían sido operados. Fue arrestada por segunda vez unos dos años después. Varios meses después, fue detenida por tercera vez y pasó tres meses en una celda de prisión abarrotada con otras 60 mujeres, teniendo que dormir por turnos, usar el baño frente a las cámaras de seguridad y cantar canciones de alabanza al Partido Comunista Chino.
Tursun dijo que ella y otras reclusas se vieron obligadas a tomar medicamentos desconocidos, incluidas pastillas que las debilitaban y un líquido blanco que causaba sangrado en algunas mujeres y pérdida de la menstruación en otras. Tursun dijo que nueve mujeres de su celda murieron durante sus tres meses allí. Un día, recordó Tursun, la llevaron a una habitación y la colocaron en una silla alta, y sus piernas y brazos quedaron bloqueados en su lugar. "Las autoridades me pusieron una cosa similar a un casco en la cabeza, y cada vez que me electrocutaban, todo mi cuerpo temblaba violentamente y sentía el dolor en mis venas", dijo Tursun en un comunicado leído por un traductor. "No recuerdo el resto. Me salió espuma blanca de la boca y comencé a perder el conocimiento", dijo Tursun. "La última palabra que les oí decir es que ser uigur es un crimen". Finalmente fue liberada para poder llevar a sus hijos a Egipto, pero se le ordenó regresar a China. Una vez en El Cairo, Tursun se puso en contacto con las autoridades estadounidenses y, en septiembre, llegó a los Estados Unidos y se estableció en Virginia. El portavoz del Ministerio de Relaciones Exteriores de China, Hua Chunying, ha declarado que Tursun fue detenida por la policía bajo "sospecha de incitación al odio étnico y la discriminación" durante un período de 20 días, pero niega que Tursun haya sido detenida en un campo de reeducación.
Los ex presos afirman que deben aprender a cantar el himno nacional de China y canciones del régimen. Los castigos, como estar esposado durante horas, hacer submarinos o estar atado a una "silla de tigre" (un artilugio de metal) durante largos períodos de tiempo, supuestamente se aplican a quienes no los siguen.
Anar Sabit, una reclusa que tuvo un delito relativamente menor de viajar al extranjero, describió su confinamiento en la sección de mujeres como una prisión y marcado por la rigidez burocrática, pero dijo que no fue golpeada ni torturada. Antes y después de su internamiento, Sabit dijo que experimentó lo que los chinos a veces llaman gui da qiang, o 'paredes fantasma' "que confunden y atrapan a los viajeros". Después de su liberación del internamiento, dijo que sigue siendo una "persona de enfoque" en su ciudad natal de Kuytun, donde vive con la familia de su tío. Ella describió la ciudad como una "prisión al aire libre" debido a la vigilancia cuidadosa de las cámaras, los sensores, la policía y el comité residencial del vecindario, y que se siente rechazada por casi todos los amigos y familiares y le preocupa que ponga en peligro a cualquiera que la ayude a ella. Después de que Sabit se mudó de la casa de su tío, Sabit vivió en el dormitorio del comité residencial del vecindario, quien dijo que amenazó con devolverla al campo de internamiento por hablar fuera de turno.
Según los detenidos, también fueron obligados a beber alcohol y comer carne de cerdo, que están prohibidos en el Islam. Según los informes, algunos recibieron medicamentos desconocidos, mientras que otros intentaron suicidarse. También se han notificado muertes por causas no especificadas. Los detenidos han denunciado abusos sexuales generalizados, incluidos abortos forzados, uso forzado de dispositivos anticonceptivos y esterilización obligatoria. Se ha informado de que se ha asignado a funcionarios Han a residir en las casas de los uigures que se encuentran en los campos. Rushan Abbas, de la Campaña por los uigures, afirma que las acciones del gobierno chino equivalen a genocidio según las definiciones de las Naciones Unidas que figuran en la Convención sobre el Genocidio.
Según Time, Sarsenbek Akaruli, de 45 años, veterinario y comerciante de Ili, Sinkiang, fue arrestado en Sinkiang el 2 de noviembre de 2017. En noviembre de 2019, todavía se encuentra en un campo de detención. Según su esposa Gulnur Kosdaulet, Akaruli fue puesto en el campo después de que la policía encontró la aplicación de mensajería prohibida WhatsApp en su teléfono celular. Kosdaulet, ciudadana de la vecina Kazajistán, viajó a Sinkiang en cuatro ocasiones para buscar a su esposo, pero no pudo obtener ayuda de amigos del Partido Comunista Chino. Kosdaulet dijo de sus amigos: "Nadie quería arriesgarse a que las cámaras de seguridad lo grabaran hablando conmigo en caso de que terminaran en los campos".
Según Radio Free Asia, Ghalipjan, un uigur de 35 años del condado de Shanshan/Pichan que estaba casado y tenía un hijo de cinco años, murió en un campo de reeducación el 21 de agosto de 2018. Las autoridades informaron que su muerte se debía a un ataque al corazón, pero el jefe del comité vecinal de Ayagh dijo que fue golpeado hasta la muerte por un oficial de policía. A su familia no se le permitió realizar ritos funerarios islámicos.
En junio de 2018, al presidente del Congreso Mundial Uigur (CMU) Dolkun Isa se le informó que su madre Ayhan Memet, de 78 años, había muerto dos meses antes mientras estaba detenida en un "campo de reeducación política". El presidente del CMU no estaba seguro de si había sido encarcelada en uno de los muchos "campos de reeducación política".
Según un informe de 2018 en el New York Times, Abdusalam Muhemet, de 41 años, que dirigía un restaurante en Jotán antes de huir de China en 2018, dijo que pasó siete meses en prisión y más de dos meses en un campo en Jotán en 2015 sin haber estado nunca acusado penalmente. Muhemet dijo que la mayoría de los días, los reclusos del campo se reunían para escuchar largas conferencias de funcionarios que les advertían que no abrazaran el radicalismo islámico, apoyaran la independencia uigur o desafiaran al Partido Comunista.
En una entrevista con Radio Free Asia, un oficial del Departamento de Policía del condado de Kuqa informó que de junio a diciembre de 2018, 150 personas en el campo de internamiento No. 1 en el distrito de Yengisher del condado de Kuqa habían muerto, corroborando informes anteriores atribuidos a Himit Qari, exjefe de policía de la zona,
En agosto de 2020, la BBC publicó textos y un video sacados de contrabando de un campo de reeducación por Merdan Ghappar, un antiguo modelo de herencia uigur. A Mergan se le había permitido el acceso a efectos personales y utilizó un teléfono para grabar videos del campo en el que está internado. En febrero de 2021, la BBC publicó más relatos de testigos presenciales sobre violaciones y torturas masivas en los campos.

### Trabajo forzado
Adrian Zenz informó que los campos de reeducación también funcionan como campos de trabajos forzados en los que los uigures y los kazajos producen diversos productos para la exportación, especialmente los elaborados con algodón cultivado en Sinkiang. El cultivo del algodón es fundamental para la industria de la región, ya que "el 43 por ciento de las exportaciones de Sinkiang son prendas de vestir, calzado o textiles". En 2018, el 84 por ciento del algodón de China se produjo en la provincia de Sinkiang. Dado que el algodón se cultiva y se transforma en textiles en Sinkiang, un artículo de The Diplomat de noviembre de 2019 decía que "el riesgo de trabajo forzoso existe en varios pasos de la creación de un producto".
En 2018, Financial Times informó que el centro de formación profesional del condado de Yutian/Keriya, uno de los más grandes de los campos de reeducación de Sinkiang, había abierto una instalación de trabajo forzoso que incluía ocho fábricas que abarcan la fabricación de calzado, el ensamblaje de teléfonos móviles y el envasado de té, dando una base de salario mensual de ¥1,500. Entre 2016 y 2018, el centro se expandió un 269 por ciento en el área total.
El Instituto Australiano de Política Estratégica informó que, de 2017 a 2019, más de 80 000 uigures fueron enviados a otros lugares de China para trabajos en fábricas que "sugieren fuertemente [la existencia] de trabajo forzado". Las condiciones de estas fábricas eran compatibles con las estipulaciones de trabajo forzoso definidas por la Organización Internacional del Trabajo.

## Reacciones internacionales

### Reacciones en la ONU

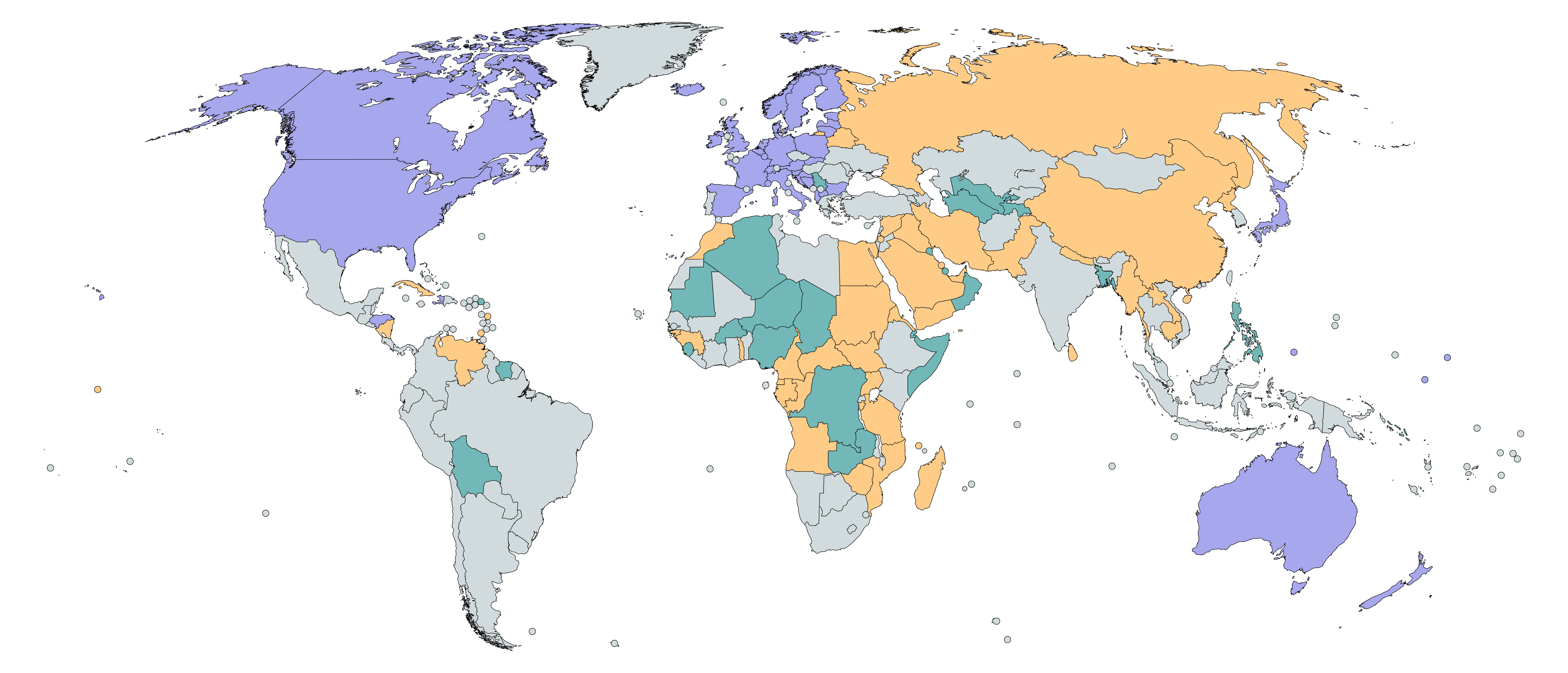
Posicionamiento público sobre las políticas chinas en Xinjiang (octubre de 2020):
Gobiernos en apoyo de las políticas chinas en Sinkiang.
Gobiernos en oposición a las políticas chinas en Sinkiang.
Gobiernos que han firmado anteriormente cartas en apoyo de las políticas chinas y desde entonces han retirado su apoyo.
Gobiernos que no han expresado su apoyo u oposición a las políticas chinas en Sinkiang.

El 8 de julio de 2019, 22 países emitieron una declaración en la que pedían el fin de las detenciones masivas en China y expresaron su preocupación por la vigilancia y represión generalizadas. 50 países emitieron una contradeclaración, presuntamente coordinada por Argelia, criticando la práctica de "politizar las cuestiones de derechos humanos", afirmando que "China ha invitado a varios diplomáticos, funcionarios de organizaciones internacionales y periodistas a Sinkiang" y que "lo que vieron y oyeron en Sinkiang contradijo completamente lo que se informó en los medios". La contradeclaración también elogió los "logros notables de China en el campo de los derechos humanos", afirmando que "la seguridad y la protección han regresado a Sinkiang y los derechos humanos fundamentales de las personas de todos los grupos étnicos allí están salvaguardados". Catar retiró formalmente su nombre de la contradeclaración el 18 de julio, seis días después de su publicación, expresando su deseo de "mantener una postura neutral y ofrecer nuestros servicios de mediación y facilitación".
En octubre de 2019, 23 países emitieron una declaración conjunta instando a China a "respetar sus leyes nacionales y sus obligaciones y compromisos internacionales de respetar los derechos humanos, incluida la libertad de religión o creencias", instando a China a abstenerse de "la detención arbitraria de uigures y miembros de otros países".
En respuesta, el mismo día, 54 países (incluida la propia China) emitieron una declaración conjunta reiterando que el trabajo de derechos humanos en las Naciones Unidas debe llevarse a cabo de una "manera no politizada" y apoyando las políticas en Sinkiang de China. La declaración habló positivamente de los resultados de las medidas antiterroristas y de desradicalización en Sinkiang y sostuvo que estas medidas han salvaguardado efectivamente los derechos humanos básicos de personas de todos los grupos étnicos. Grupos de la sociedad civil en países de mayoría musulmana con gobiernos que han apoyado las políticas de China en Sinkiang se ha observado que se sienten incómodos con la postura de sus gobiernos y han organizado boicots, protestas y campañas en los medios de comunicación sobre los uigures.
En octubre de 2020, Axios informó que más países en la ONU se unieron a la condena contra China por los abusos en Sinkiang. El número total de países que denunciaron a China aumentó a 39, mientras que el número total de países que defendieron a China disminuyó a 45. Cabe destacar que 16 países que defendieron a China en 2019 no lo hicieron en 2020.

### Reacciones de organismos internacionales

#### Naciones Unidas
- El 21 de mayo de 2018, durante la reanudación del período de sesiones del Comité de Organizaciones No Gubernamentales de las Naciones Unidas, Kelley Currie, representante de los Estados Unidos ante las Naciones Unidas para asuntos económicos y sociales, planteó la cuestión de la detención masiva de uigures en campos educativos, y dijo que "los informes de encarcelamientos masivos en Sinkiang se documentaron al consultar las solicitudes de adquisiciones chinas en sitios web chinos que solicitaban a las empresas chinas que presentaran ofertas para construir campos de reeducación política".[251][252]
- El 10 de agosto de 2018, expertos en derechos humanos de las Naciones Unidas expresaron su alarma por muchos informes creíbles de que China había detenido a un millón o más de personas de la etnia uigur en Sinkiang.[253][254] Gay McDougall, miembro del Comité de las Naciones Unidas para la Eliminación de la Discriminación Racial, dijo que "en nombre de la lucha contra el extremismo religioso, China había convertido a Sinkiang en algo parecido a un campo de internamiento masivo, envuelto en secreto, una especie de ausencia de derechos en la zona".[255][256][257]
- El 10 de septiembre de 2018, la jefa de derechos humanos de la ONU, Michelle Bachelet, pidió a China que alivie las restricciones a ella y al equipo de su oficina, instando a China a permitir la entrada de observadores a Sinkiang y expresando preocupación por la situación allí. Ella dijo: "El grupo de derechos humanos de la ONU ha demostrado que los uigures y otros musulmanes están detenidos en campos en todo Sinkiang y espero que las conversaciones con los funcionarios chinos comiencen pronto".[258]
- En junio de 2019, el jefe de lucha contra el terrorismo de la ONU, Vladimir Voronkov, visitó Sinkiang y no encontró nada incriminatorio en los campos.[259][260][261]
- El 1 de noviembre de 2019, diez relatores especiales de la ONU junto con el vicepresidente del Grupo de trabajo de la ONU sobre la detención arbitraria y el presidente-relator del Grupo de trabajo de la ONU sobre desapariciones forzadas o involuntarias publicaron un informe sobre el efecto y la aplicación de la lucha contra el terrorismo, la ley en China y sus medidas de aplicación regionales en Sinkiang, que establece que:[262]

Las Regulaciones de Extremismo han sido criticadas por mandatos de Procedimientos Especiales de la ONU por su incumplimiento de las normas internacionales de derechos humanos. Tras la introducción de esas leyes, se estima que un millón de uigures y otros musulmanes turcos han sido enviados a centros de internamiento bajo el disfraz de políticas de "contraterrorismo y de-extremismo" desde 2016. (p.4) ... En este contexto, comunicaciones anteriores del Relator Especial sobre la libertad de religión o creencias y el Grupo de Trabajo sobre la Detención Arbitraria han expresado su preocupación de que las "instalaciones de reeducación", a veces denominadas "centros de formación profesional", debido a su carácter coercitivo, equivalen a centros de detención. Se alega que entre 1 millón y 1,5 millones de personas de etnia uigur y otras minorías en Sinkiang pueden haber sido forzadas arbitrariamente a ingresar a estas instalaciones, donde ha habido denuncias de muertes bajo custodia, abuso físico y psicológico y tortura, así como falta de acceso a atención médica. También se informa que en varios casos se les ha negado el contacto libre con sus familiares y amigos o no han podido informarles de su ubicación y se les ha negado su libertad básica de movimiento (p. 8).

- En junio de 2020, casi 50 expertos independientes de la ONU habían comunicado repetidamente al Gobierno de la República Popular China su alarma por la represión de las libertades fundamentales en China. También habían expresado su preocupación con respecto a una serie de cuestiones de gran preocupación, incluida la represión colectiva de la población, especialmente de las minorías religiosas y étnicas en Sinkiang y el Tíbet.[263][264]

#### Unión Europea
- El 11 de septiembre de 2018, Federica Mogherini, Alta Representante de la Unión Europea para Asuntos Exteriores y Política de Seguridad, planteó la cuestión de los campos de reeducación en el Parlamento Europeo. Ella dijo:

El desacuerdo más destacado que tenemos con China se refiere a la situación de los derechos humanos en China, como se subraya en su Informe. También nos centramos en la situación en Sinkiang, especialmente en la expansión de los campos de reeducación política. Y discutimos la detención de defensores de derechos humanos, incluidos casos particulares.

- El 19 de diciembre de 2019, el Parlamento Europeo aprobó una resolución no vinculante condenando el encarcelamiento masivo de uigures y pidiendo a las empresas de la UE con cadenas de suministro en la región que se aseguren de no ser cómplices de crímenes de lesa humanidad.[266][267]
- El 17 de diciembre de 2020, el Parlamento Europeo adoptó una resolución que condena enérgicamente a China por las acusaciones de trabajo forzoso por parte de minorías étnicas y religiosas. En el comunicado, el organismo de la UE dijo que el Parlamento "condena enérgicamente el sistema de trabajo forzoso dirigido por el gobierno, en particular la explotación de la gente uigur, kazajo y kirguís y otros grupos minoritarios musulmanes, en fábricas tanto dentro como fuera de los campos de internamiento en Sinkiang, así como el traslado de trabajadores forzosos a otras divisiones administrativas chinas, y el hecho de que reconocidas marcas y empresas europeas se han beneficiado del uso del trabajo forzoso".[268]
- El 22 de marzo de 2021, la Unión Europea, junto con los Estados Unidos, el Reino Unido y Canadá, impuso sanciones a cuatro altos funcionarios chinos y a la Oficina de Seguridad Pública del Cuerpo de Producción y Construcción de Sinkiang por los abusos de los derechos humanos de los uigures en Sinkiang.[269][270] Esta fue la primera sanción de la UE contra China desde la masacre de la plaza Tiananmen de 1989.[270]

#### Banco Mundial
El 11 de noviembre de 2019, el Banco Mundial emitió un comunicado:

De acuerdo con la práctica habitual, inmediatamente después de recibir una serie de acusaciones graves en agosto de 2019 en relación con el Proyecto de Educación y Capacitación Técnica y Vocacional de Sinkiang, el Banco lanzó una revisión de investigación y los altos directivos del Banco Mundial viajaron a Sinkiang para recopilar información directamente. Después de recibir las denuncias, no se realizaron desembolsos en el proyecto. El equipo llevó a cabo una revisión exhaustiva de los documentos del proyecto ... La revisión no confirmó las acusaciones. A la luz de los riesgos asociados con las escuelas asociadas, que están muy dispersas y son difíciles de monitorear, se está reduciendo el alcance y la huella del proyecto. Específicamente, se cerrará el componente del proyecto que involucra a las escuelas asociadas en Sinkiang.

#### Organización para la Cooperación Islámica
- El 1 de marzo de 2019, la OCI elaboró un documento en el que "encomia los esfuerzos de la República Popular China para brindar atención a sus ciudadanos musulmanes".[272][273][274][275]

#### Organizaciones de derechos humanos
- El 10 de septiembre de 2017, Human Rights Watch publicó un informe que decía: "El gobierno chino debería liberar de inmediato a las personas recluidas en centros de «educación política» ilegales en Sinkiang y cerrarlos".[6]
- El 9 de septiembre de 2018, Human Rights Watch publicó un informe de 117 páginas, "«Erradicar los virus ideológicos»: campaña de represión de China contra los musulmanes de Sinkiang",[276] en el que se acusaba a China de la detención masiva y sistemática de decenas de miles de miembros de la etnia uigur y otros musulmanes en campos de reeducación política sin haber sido acusados ni juzgados y presentaron nuevas pruebas de la detención masiva arbitraria, la tortura y el maltrato por parte del gobierno chino, y los controles cada vez más generalizados sobre la vida diaria.[277][278] El informe también insta a los gobiernos extranjeros a emprender una serie de acciones multilaterales y unilaterales contra China por sus acciones, incluidas "sanciones selectivas" contra los responsables.[279]
- El 7 de enero de 2020, el director ejecutivo nacional de CAIR, Nihad Awad, condenó un tuit de la embajada china en Estados Unidos en el que afirmaba que China admitía abiertamente y celebraba las esterilizaciones forzadas y los abortos de mujeres musulmanas uigures al decir que las habían "emancipado" de ser "máquinas de hacer bebés".[280]

### Reacciones por país
- Australia
  - En septiembre de 2019, la ministra de Relaciones Exteriores de Australia, Marise Payne, declaró: "Anteriormente planteé las preocupaciones de Australia sobre los informes de detenciones masivas de uigures y otros pueblos musulmanes en Sinkiang. Hemos pedido constantemente a China que cese la detención arbitraria de uigures y otros grupos musulmanes. Hemos planteado estas preocupaciones, y las seguiremos planteando, tanto de forma bilateral como en las reuniones internacionales pertinentes".[281]
- Baréin
  - En enero de 2020, el Consejo de Representantes de Baréin pidió a la comunidad internacional que protegiera a los musulmanes uigures en China y "expresó su profunda preocupación por las condiciones inhumanas y dolorosas a las que están sometidos los musulmanes uigures en China, incluida la detención de más de un millón de musulmanes en China en campos de detención masiva, la negación de sus derechos más básicos, el traslado de sus hijos, esposas y familias, su prohibición de la oración, el culto y las prácticas religiosas, el enfrentamiento al asesinato, los malos tratos y la tortura".[282]
- Bélgica
  - El 15 de marzo de 2021, el Parlamento votó para aprobar una moción que condena las prácticas "inaceptables" introducidas por el gobierno chino, incluida la explotación de los uigures y todas las demás minorías étnicas, en la Región Autónoma de Sinkiang. Todos los partidos votaron a favor, a excepción del Partido de los Trabajadores, que se abstuvo.[283]
- Canadá
  - El 22 de febrero de 2021, la Cámara de los Comunes canadiense votó 266-0 para aprobar una moción que reconoce formalmente que China está cometiendo genocidio contra sus minorías musulmanas. El primer ministro Justin Trudeau y su gabinete no votaron.[284]
- Egipto
  - Egipto firmó ambas declaraciones en la ONU (en julio y octubre de 2019) que apoyaban las políticas de China en Sinkiang.[240][285] Egipto ha sido acusado de deportar a uigures a China.[286][287]
- Francia
  - En noviembre de 2019, el ministro de Relaciones Exteriores francés, Jean-Yves Le Drian, pidió a China que cerrara los campos. También pidió a China que permita que el Alto Comisionado de las Naciones Unidas para los Derechos Humanos visite Sinkiang lo antes posible para hacer un informe sobre la situación.[288]  El Ministerio francés de Europa y Asuntos Exteriores emitió un comunicado el 27 de noviembre:

Las autoridades francesas están examinando con mucho cuidado todos los testimonios y documentos difundidos por la prensa durante los últimos días, que indican la existencia de un sistema de campos de internamiento en Sinkiang y una política generalizada de represión en esta región. Como hemos indicado públicamente en varias ocasiones, al igual que nuestros socios europeos, especialmente en la ONU, en el marco de las últimas sesiones del Consejo de Derechos Humanos de la ONU, pedimos a las autoridades chinas que pongan fin a las detenciones arbitrarias masivas en campos y invitar a la Oficina del Alto Comisionado de las Naciones Unidas para los Derechos Humanos a visitar Sinkiang lo antes posible para evaluar la situación en esta región.

En diciembre de 2020, Francia dijo que se opondría al Acuerdo Global de Inversión propuesto entre la Unión Europea y China sobre el uso del trabajo forzoso de los uigures.
- Indonesia
  - En diciembre de 2018, los líderes de la organización musulmana Muhammadiyah emitieron una carta abierta citando informes de violencia contra la comunidad "débil e inocente" de uigures y pidiendo a Beijing que explicara. Poco después, Beijing respondió invitando a más de una docena de importantes líderes religiosos indonesios a la provincia y a los campos de Sinkiang, y las críticas disminuyeron enormemente.[291] Desde entonces, las organizaciones musulmanas más grandes de Indonesia supuestamente han tratado los informes de violaciones generalizadas de los derechos humanos en Sinkiang con escepticismo, descartándolos como propaganda estadounidense.[292]
- Irán
  - En un informe de diciembre de 2016, la unidad de investigación de los servicios externos de la televisión estatal iraní dijo que China no se opone a los musulmanes, sino a la ideología radical pro-saudí. En agosto de 2020, Ali Motahari, un exmiembro del Parlamento iraní, tuiteó que el gobierno iraní ha guardado silencio sobre la situación de los musulmanes en China porque el gobierno de Irán necesita el apoyo económico de China. Dijo que este silencio ha sido humillante para la República Islámica. Los críticos de Motahari respondieron que China se oponía al wahabismo y no tenía ningún problema con el Islam o los musulmanes chinos.[293][294] Irán firmó una carta de octubre de 2019 en la que expresó públicamente su apoyo al trato de China a los uigures.[285]
- Japón
  - El 26 de noviembre de 2019, el ministro de Relaciones Exteriores japonés, Toshimitsu Motegi, dijo que Japón estaba "monitoreando con preocupación la situación de los derechos humanos en la Región Autónoma uigur de Sinkiang" y que mencionó la posición de Japón con el Consejero de Estado Wang Yi en su reunión del 25 de noviembre.[295][296]
- Kazajistán
  - En noviembre de 2017, el embajador de Kazajistán en China, Shahrat Nuryshev, se reunió con el Viceministro de Relaciones Exteriores de China, Li Huilai, en relación con cuestiones de la diáspora kazaja.[297]
  - El 15 de febrero de 2018, el ministro de Relaciones Exteriores de Kazajistán, Kairat Abdrakhmanov, envió una nota diplomática al Ministerio de Relaciones Exteriores de China, el mismo día en que Samarcanda, un ciudadano de Kazajistán, fue liberado de un campo de reeducación. Del 17 al 19 de abril, el primer viceministro de Relaciones Exteriores de Kazajistán, Mukhtar Tleuberdi, visitó Sinkiang para reunirse con funcionarios locales.[199]
- Malasia
  - En septiembre de 2020, el nuevo gobierno de Malasia decidió no extraditar a la etnia uigur a China si Beijing lo solicitaba. A pesar de la postura del gobierno de Malasia de no involucrarse en el asunto interno de China, cree que los uigures están siendo oprimidos allí. Mohd Redzuan Md Yusof, ministro del Departamento del primer ministro, también declaró que su gobierno proporcionaría pasaje gratuito a aquellos refugiados que quisieran establecerse en un tercer país.[298]
- Países Bajos
  - El 25 de febrero, los Estados Generales de los Países Bajos declararon como genocidio el trato dado por China a la minoría étnica uigur, el tercer país en hacerlo. La embajada de China en La Haya dijo que cualquier sugerencia de genocidio era una "mentira descarada" y acusó al Parlamento holandés de haber "difamado deliberadamente a China e interferido gravemente en los asuntos internos de China".[299]
- Nueva Zelanda
  - El 6 de mayo de 2021, el Parlamento de Nueva Zelanda aprobó una moción condenando el trato de China a los uigures en Sinkiang, pero no llegó a calificarlo de genocidio debido a la oposición del gobernante Partido Laborista, que no aprobaría la moción a menos que el término "genocidio" fuera eliminado.[300]
  - La primera ministra de Nueva Zelanda, Jacinda Ardern, ha planteado la cuestión de los uigures en numerosas ocasiones,[301] incluso en su reunión de 2019 con el presidente Xi Jinping. No detalló exactamente lo que se dijo. En julio de 2019, el ministro de Relaciones Exteriores de Nueva Zelanda, Winston Peters, se le preguntó por qué Nueva Zelanda había firmado la carta al presidente del Consejo de Derechos Humanos de las Naciones Unidas en la que criticaba a Beijing por su trato a la etnia uigur en la región de Sinkiang y dijo: "Porque creemos en los derechos humanos, creemos en la libertad y creemos en la libertad de las creencias personales y el derecho a mantenerlas".[302]
  - En 2017, el diputado nacional Todd McClay representó a su partido en Beijing ante un diálogo organizado por el Departamento de Enlace Internacional del Partido Comunista de China. McClay también se refirió a los campos de reeducación de Sinkiang como "centros de formación profesional" en consonancia con los puntos de conversación del Partido Comunista Chino.[303][304]
- Pakistán
  - Pakistán firmó ambas declaraciones en la ONU (en julio y octubre de 2019) que apoyaban las políticas de China en Sinkiang.[240][285]
  - El 19 de enero de 2020, se le preguntó al primer ministro paquistaní Imran Khan por qué no hablaba más abiertamente sobre la situación de los uigures en China. Dijo que no ha sido tan franco principalmente porque la situación de los derechos humanos en Cachemira y la Ley de Enmienda de Ciudadanía eran problemas de una escala mucho mayor. Dijo que la segunda razón era que China ha sido un gran amigo de Pakistán y ayudó a Pakistán en su momento más difícil con la crisis económica, por lo que "la forma en que tratamos con China es que cuando hablamos de cosas, hablamos de cosas en privado. No hablamos de cosas con China en público en este momento porque son muy sensibles. Así es como se tratan los problemas".[305]
- Palestina
  - En julio de 2020, Xi Jinping se reunió con el presidente palestino Mahmoud Abbas para expresar el "pleno apoyo" de Pekín a la solución de dos estados al conflicto israelí-palestino, diciendo que "China y Palestina son buenos hermanos, buenos amigos y buenos socios". A continuación, Abbas expresó su apoyo a la "posición legítima de China sobre Hong Kong, Sinkiang y otros asuntos relacionados con los intereses fundamentales de China".[306]
- Rusia
  - El 4 de febrero de 2019, el ministro de Relaciones Exteriores de Rusia, Sergey Lavrov, dijo que no estaba al tanto de los informes sobre los campos de reeducación política en la Región Autónoma uigur de Sinkiang en China, aunque había visto a Estados Unidos planteando activamente el problema.[307]
  - En julio de 2019, Rusia firmó la carta apoyando a China en el Consejo de Derechos Humanos de la ONU.[240][308]
  - El 9 de octubre de 2019, Lavrov dijo que "China ha dado en repetidas ocasiones explicaciones sobre las acusaciones que ha mencionado, probablemente citando a nuestros colegas occidentales. No tenemos ninguna razón para tomar medidas más allá de los procedimientos que existen en la ONU que mencioné, como en el Consejo de Derechos Humanos y sus Exámenes Periódicos Universales".[309][310]
- Arabia Saudita
  - En febrero de 2019, el príncipe heredero de Arabia Saudita, Mohammad bin Salman, defendió los campos y dijo que "China tiene derecho a llevar a cabo un trabajo antiterrorista y de extremismo para su seguridad nacional".[311][312][313]
- Suiza
  - El 6 de noviembre de 2018, durante el Examen Periódico Universal de China del Consejo de Derechos Humanos de la ONU, Suiza pidió a China que cerrara sus campos de detención en Sinkiang, que le concediera al Alto Comisionado de las Naciones Unidas para los Derechos Humanos acceso sin restricciones a Sinkiang y que permitiera una investigación independiente de la ONU en los campos de detención.[314]
  - El 26 de noviembre de 2019, el Departamento Federal de Relaciones Exteriores pidió al gobierno chino que abordara las preocupaciones planteadas por muchos estados y permitiera a la ONU el acceso sin obstáculos a la región.[314][315]
- Siria
  - En diciembre de 2019, el Ministerio de Relaciones Exteriores y Expatriados sirio defendió las acciones de China en Sinkiang días después de la condena de Estados Unidos, afirmando que se trata de una "flagrante injerencia de Estados Unidos en los asuntos internos de la República Popular China". La declaración concluyó que "Siria enfatiza el derecho de China a preservar su soberanía, pueblo, integridad territorial y seguridad y proteger la seguridad y propiedad del estado y los individuos".[316]
- República de China
  - El 2 de octubre de 2018, el ministro de Relaciones Exteriores de la República de China (Taiwán), Joseph Wu, utilizó el Twitter oficial del Ministerio de Asuntos Exteriores para enviar un artículo de Radio Free Asia titulado "Autoridades de Sinkiang transfiriendo secretamente a detenidos uigures a cárceles en toda China" y afirmó que "reubicación de uigures a los campos de reeducación alrededor de China merece la atención del mundo".[317]
  - El 5 de julio de 2019, Joseph Wu utilizó el Twitter oficial del Ministerio de Asuntos Exteriores para enviar un artículo de BBC News titulado "Musulmanes de China: las escuelas de Sinkiang solían separar a los niños de las familias" y pidió a China que "¡Cierre los campamentos! ¡Envíe a los niños a casa!".[318]
  - El 18 de noviembre de 2019, el Twitter oficial del MOFA envió el artículo del New York Times titulado "Absolutamente sin piedad: archivos filtrados exponen cómo China organizó las detenciones masivas de musulmanes" diciendo: "Esta escalofriante exposición de NYTimes sobre la detención masiva de musulmanes por parte de China ¡Es una lectura obligada! Los documentos internos filtrados dicen la verdad sobre la represión de las minorías étnicas en Sinkiang, así como la «campaña despiadada y extraordinaria» dirigida por altos funcionarios del Partido Comunista".[319]
- Turquía
  - En febrero de 2019, el Portavoz del Ministerio de Relaciones Exteriores de Turquía denunció a China por "violar los derechos humanos fundamentales de los turcos uigures y otras comunidades musulmanas en la Región Autónoma uigur de Sinkiang".[320][321]
  - En julio de 2019, cuando el presidente turco Erdogan visitó China, dijo: "Es un hecho que la gente de todas las etnias en Sinkiang está llevando una vida feliz en medio del desarrollo y la prosperidad de China".[322] Los funcionarios turcos luego afirmaron que la paráfrasis fue mal traducida por la parte turca, diciendo que debería haber leído "espera que los pueblos de Sinkiang de China vivan felices en paz y prosperidad".[323] Erdogan también dijo que algunas personas estaban buscando "abusar" de la crisis en Sinkiang para poner en peligro la "relación turco-china".[324][325][326] Algunos uigures de Turquía también han expresado su preocupación por la posibilidad de ser deportados a China.[327][328]

### Respuestas de disidentes
El 10 de agosto de 2018, unos 47 intelectuales chinos y otras personas presentaron un recurso de apelación contra lo que describen como "atrocidades espantosas contra los derechos humanos perpetradas en Sinkiang".
En diciembre de 2019 en Hong Kong, una multitud mixta de jóvenes y ancianos, vestidos de negro y con máscaras para proteger sus identidades, sostuvo carteles que decían "Uigures libres, Hong Kong libre" y "La falsa «autonomía» en China da como resultado un genocidio". Eran alrededor de 1 000. Se manifestaron con calma, ondeando banderas y carteles uigures como parte de las protestas de Hong Kong de 2019-2020. La policía antidisturbios local roció a los manifestantes con gas pimienta para dispersar a la multitud.

### Corte Penal Internacional
En julio de 2020, el Movimiento del Despertar Nacional de Turquestán Oriental y el Gobierno en el exilio de Turquestán Oriental presentaron una denuncia ante la Corte Penal Internacional pidiéndole que investigara a los funcionarios de la República Popular China por crímenes cometidos contra los uigures, incluidas denuncias de genocidio. En diciembre de 2020, la Corte Penal Internacional se negó a emprender acciones de investigación contra China sobre la base de no tener jurisdicción sobre China para la mayoría de los crímenes acusados.